# Parc national Jim Corbett
Le parc national Jim Corbett est le plus ancien des parcs nationaux de l'Inde. Il est situé au sud-ouest du district de Nainital, dans l'État de l'Uttarakhand. Le parc est connu pour sa faune sauvage variée, ainsi que comme site de lancement du Projet Tigre. Le parc national Corbett et le sanctuaire de Sonanadi voisin forment la réserve de tigres Corbett.

## Histoire
Le parc a été créé le 8 août 1936 sous le nom de Hailey National Park (Sir Malcolm Hailey était alors le gouverneur britannique des Provinces Unies). En 1952, cinq ans après l'indépendance de l'Inde, il devint le Ramganga National Park, du nom de la rivière Ramganga qui le traverse sur la plus grande partie de sa longueur. En 1957, on lui donna encore un nouveau nom, Corbett National Park, en l'honneur de Jim Corbett, un célèbre chasseur devenu protecteur de la faune sauvage, qui se fit surtout connaître par ses chasses aux tigres et aux léopards mangeurs d'hommes dans les régions du Kumaon et du Garhwal dans les années 1920, et pour les récits qu'il fit par la suite de ses aventures, dans une série d'ouvrages comme Les mangeurs d'hommes du Kumaon et Le léopard mangeur d'hommes du Rudraprayag, qui devinrent de grands succès de librairie dans le monde entier.  

## Faune
La faune sauvage du parc national Corbett comprend notamment le tigre, l'éléphant asiatique, le chital, le sambar, l'antilope Nilgaut, le gavial du Gange, le cobra royal, le muntjac, le sanglier, le hérisson, le renard volant, le pangolin indien, et près de 600 espèces d'oiseaux.

## Tourisme
Le parc reçoit des milliers de visiteurs chaque année. Les touristes peuvent y trouver nombre de facilités d'hébergement, aussi bien à l'intérieur qu'à l'extérieur du parc.